# Zbelovska Gora
Zbelovska Gora je naselje v Občini Slovenske Konjice.